# Tapa de balancines

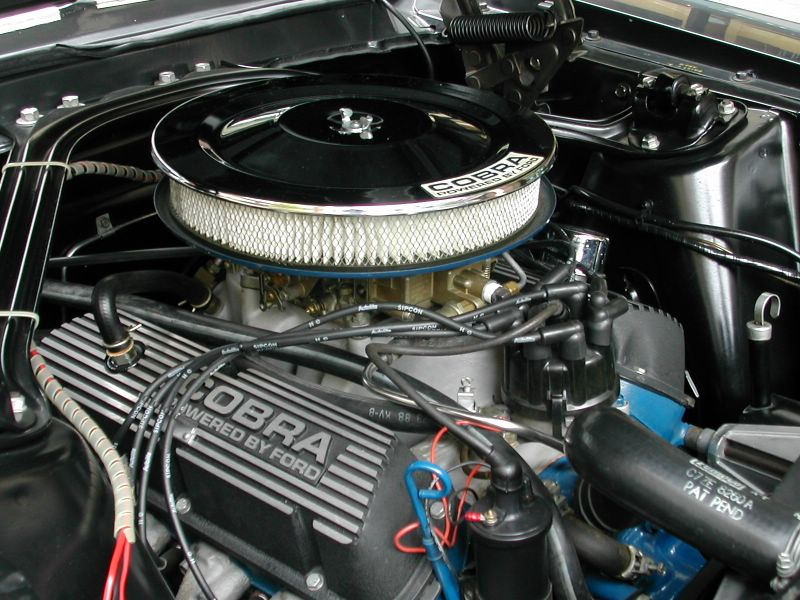
Un motor Shelby Mustang Windsor V8 con una tapa de balancines en la que se puede leer «Cobra Powered by Ford».

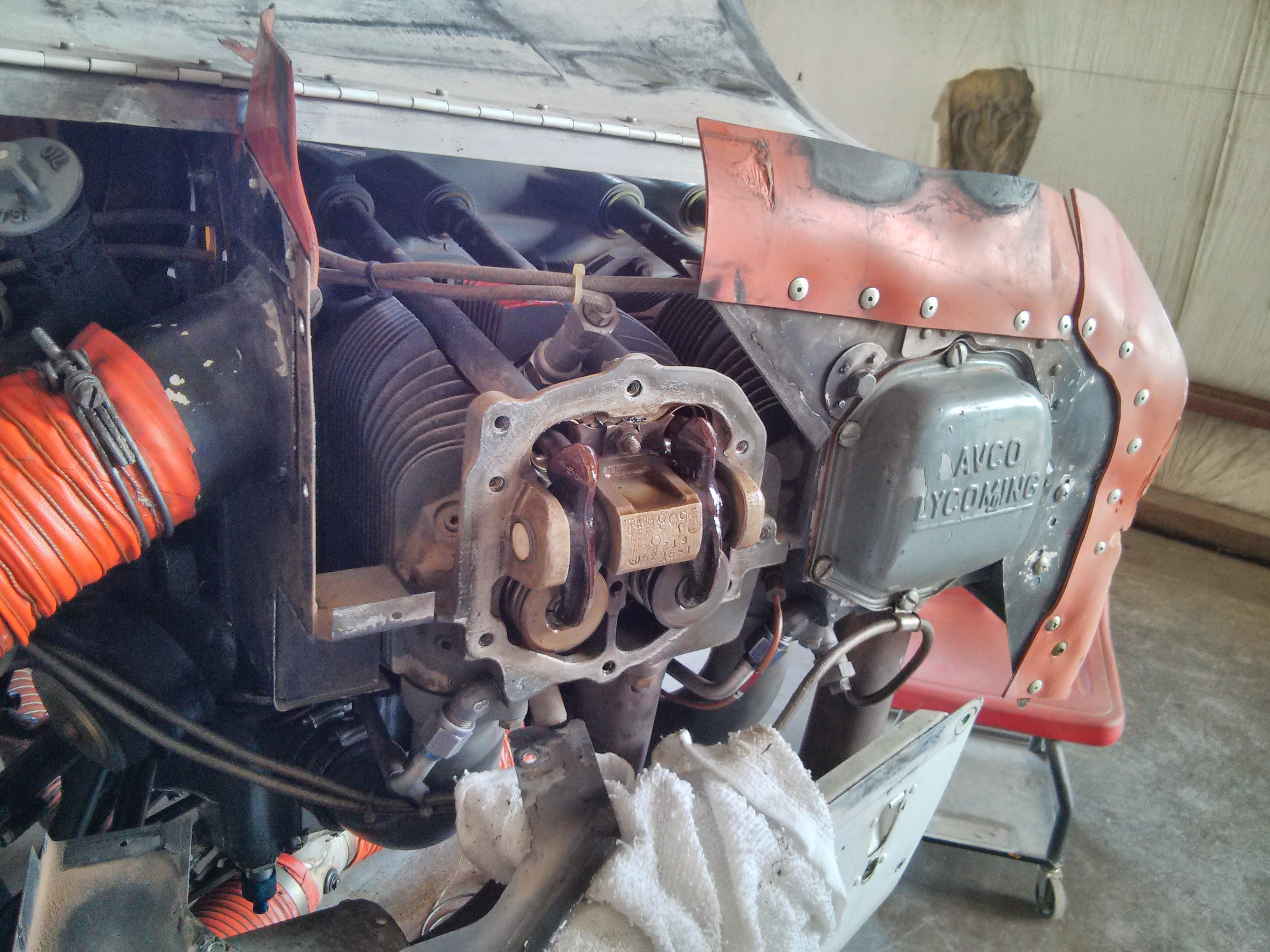
Un motor de avión Lycoming O-320 de 4 cilindros, con la tapa de balancines de un cilindro (de los dos visibles) retirada para inspeccionar sus balancines.

La tapa de balancines es la cubierta que encierra los balancines de un motor de combustión interna, atornillada con una junta sellante a la culata del motor. Los motores con más de un cabezal (como un V8) tendrán más de una tapa de balancines. En los motores sin balancines, como algunos tipos de árboles de levas en cabeza y la mayoría de los que tienen doble, se les conoce como cajas de balancines.
En los motores modernos sin balancines se les conoce internacionalmente como «tapa de válvulas», pero a veces se les llama «tapa de levas» o «tapa de distribución» si también cubren los engranajes de distribución y la correa o cadena.
Los motores multicilíndricos muy grandes, como los que se utilizan en un barco o en aviación, pueden tener una tapa de balancines para cada cilindro, para que el desmontaje y la instalación sean más manejables.

## Historia
Las tapas de balancines no existían en los primeros motores, que tenían las válvulas de admisión y escape expuestas (para facilitar la lubricación). Con el avance de la lubricación central, se agregaron tapas de balancines para mantener el aceite adentro y la suciedad afuera. Son efectivamente omnipresentes hoy en día.

## Junta de la tapa de balancines
Se utiliza una junta de tapa de balancines para sellar la unión entre la tapa y la culata del motor. Que falle la junta puede causar fugas de aceite del motor. Se utiliza una junta de culata para sellar la unión entre la culata y el bloque del motor.